# Dana DeArmond
Dana DeArmond (Fort Liberty, Carolina del Norte; 16 de junio de 1979) es una actriz pornográfica y directora estadounidense.

## Biografía
En la adolescencia, DeArmond fue una figura en el ambiente skater, y estuvo en el mismo club de skate que Sunny Lane. DeArmond había trabajado como bailarina callejera en Disney World y al cumplir los 18 años trabajó como estríper en Florida y California antes de dedicarse a la industria del porno.
DeArmond ganó una popularidad enorme antes de dar el salto ante una cámara, pasando a ser toda una celebridad en Internet contando con más de 526145 amigos en su página de MySpace, sitio que también usa como blog personal, donde suele subir tanto videoblogs como posts. Además, desde abril de 2009 también usa los servicios de Twitter para comunicarse con sus fanes. Dana afirma en su página de MySpace que TheInternetsGirlfriend.com es su website oficial y exclusiva.
Su filosofía de vida es straight edge, diciendo "era una borracha despreocupada. Yo no tenía ninguna agenda y me gustaba estar siempre de fiesta y haciendo lo que me viniera en gana. Pero entonces dejé de beber y me enfoqué en esto. Me marqué la meta de moderarme, deseaba cambiar mi vida y quiero seguir con mi mierda".
Después de que la casa de Dana y todas sus pertenencias fueron destruidas por el fuego en enero de 2007, la industria adulta participó en varias actividades benéficas en busca de fondos para ayudar a recuperar lo que ella perdió.
DeArmond era una de los modelos destacadas del foto-book de Michael Grecco, La ambición desnuda: Mirada al Cine R y X y del trabajo de Dave Naz en L.A. Bondage.
DeArmond fue invitada a dar conferencias sobre la industria porno para la sede de la Universidad de California de Irvine y Santa Bárbara. Tiene una gran amistad con la también actriz porno Belladonna.
Hasta la actualidad, ha rodado más de 1600 películas.

## Premios y nominaciones
- 2007 AVN Award nominada – Mejor Escena Oral en el Video (Chemistry – nominada con Jack Lawrence)
- 2007 AVN Award nominada – Mejor Escena de trío en  (Joanna's Angels 2 – nominada con Sabrina Sparx y Tommy Pistol)[13]
- 2007 FAME Award finalista – Debutante Femenina Favorita[14]